# Ljubljansko barje
Ljubljansko barje este o arie protejată (arie specială de conservare — SAC, sit de importanță comunitară — SCI) din Slovenia întinsă pe o suprafață de 12.960,56 ha, integral pe uscat.

## Localizare
Centrul sitului Ljubljansko barje este situat la coordonatele 46°00′05″N 14°26′43″E / 46.0015°N 14.4452°E.

## Înființare
Situl Ljubljansko barje a fost declarat sit de importanță comunitară în aprilie 2004 pentru a proteja 1 specie de plante și 27 de specii de animale. Situl a fost protejat și ca arie specială de conservare în februarie 2012.

## Biodiversitate
Situată în ecoregiunile alpină și continentală, aria protejată conține 7 habitate naturale: Lacuri eutrofice naturale cu vegetație de tip Magnopotamion sau Hydrocharition, Cursuri de apă de la nivel de câmpie la nivel montan, cu vegetație Ranunculion fluitantis și Callitricho-Batrachion, Pajiști cu Molinia pe soluri calcaroase, turboase sau argilos-nămoloase (Molinion caeruleae), Liziere de ierburi înalte hidrofile de câmpie și de nivel montan până la alpin, Fânețe de joasă altitudine (Alopecurus pratensis, Sanguisorba officinalis), Mlaștini alcaline, Păduri ilirice de Fagus sylvatica (Aremonio-Fagion).
La baza desemnării sitului se află mai multe specii protejate:
- plante (1): moșișoare (Liparis loeselii)
- amfibieni (3): izvoraș-cu-burta-galbenă (Bombina variegata), proteu de peșteră (Proteus anguinus), Triturus carnifex
- mamifere (3): vidră de râu (Lutra lutra), liliac comun (Myotis myotis), liliacul mic cu potcoavă (Rhinolophus hipposideros)
- nevertebrate (11): Anisus vorticulus, Austropotamobius torrentium, Coenagrion ornatum, Coenonympha oedippus, Cordulegaster heros, fluturele auriu (Euphydryas aurinia), fluturele purpuriu (Lycaena dispar), Maculinea teleius, Osmoderma eremita, Unio crassus, Vertigo angustior
- pești (9): Barbus meridionalis, zvârluga (Cobitis taenia), zglăvoacă (Cottus gobio), Eudontomyzon spp., lostriță (Hucho hucho), Leuciscus souffia, țipar (Misgurnus fossilis), boarță (Rhodeus sericeus amarus), Rutilus pigus
- reptile (1): țestoasa de baltă (Emys orbicularis)